# 크라스

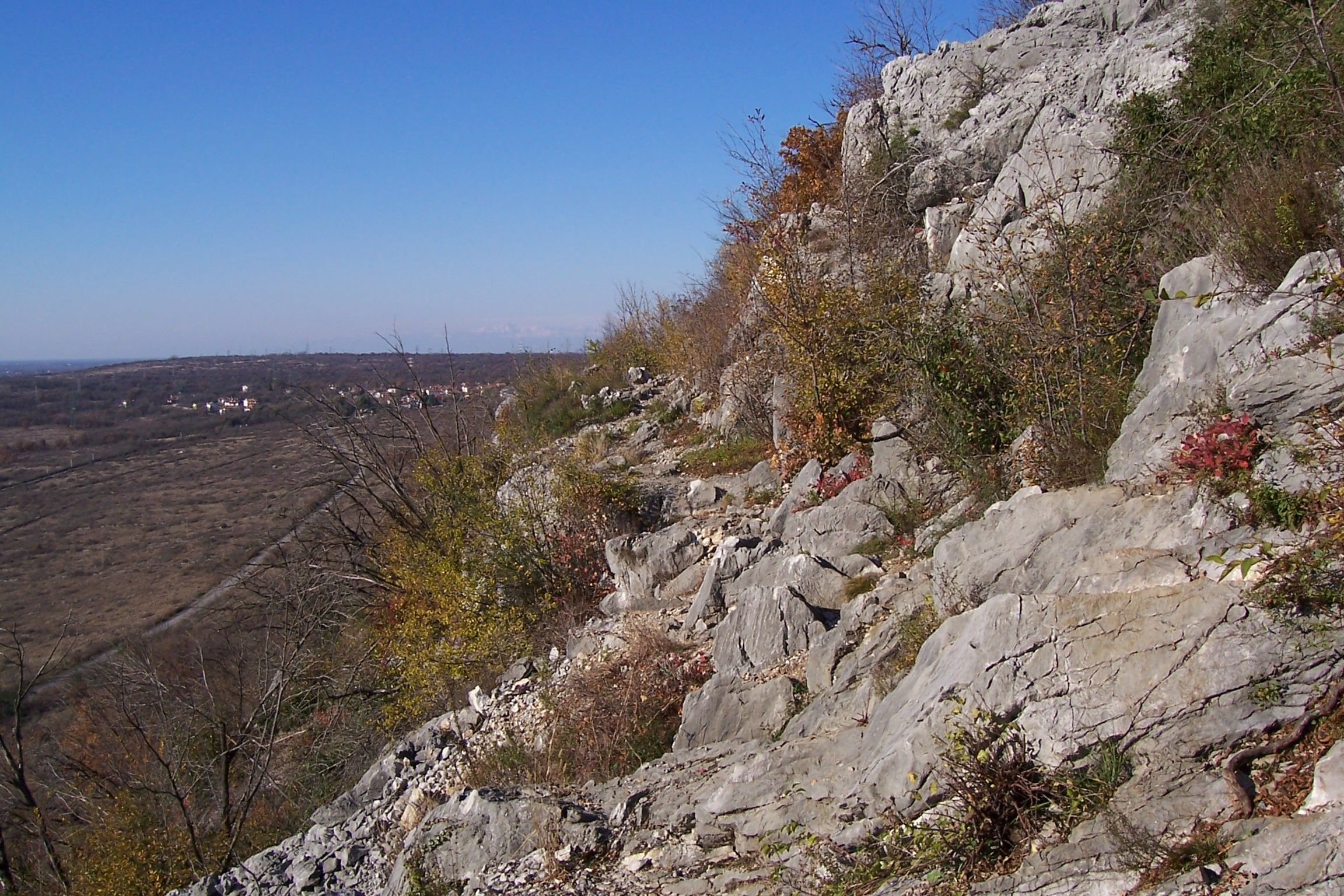
도베르도 델 라고에서 본 이탈리아령 크라스

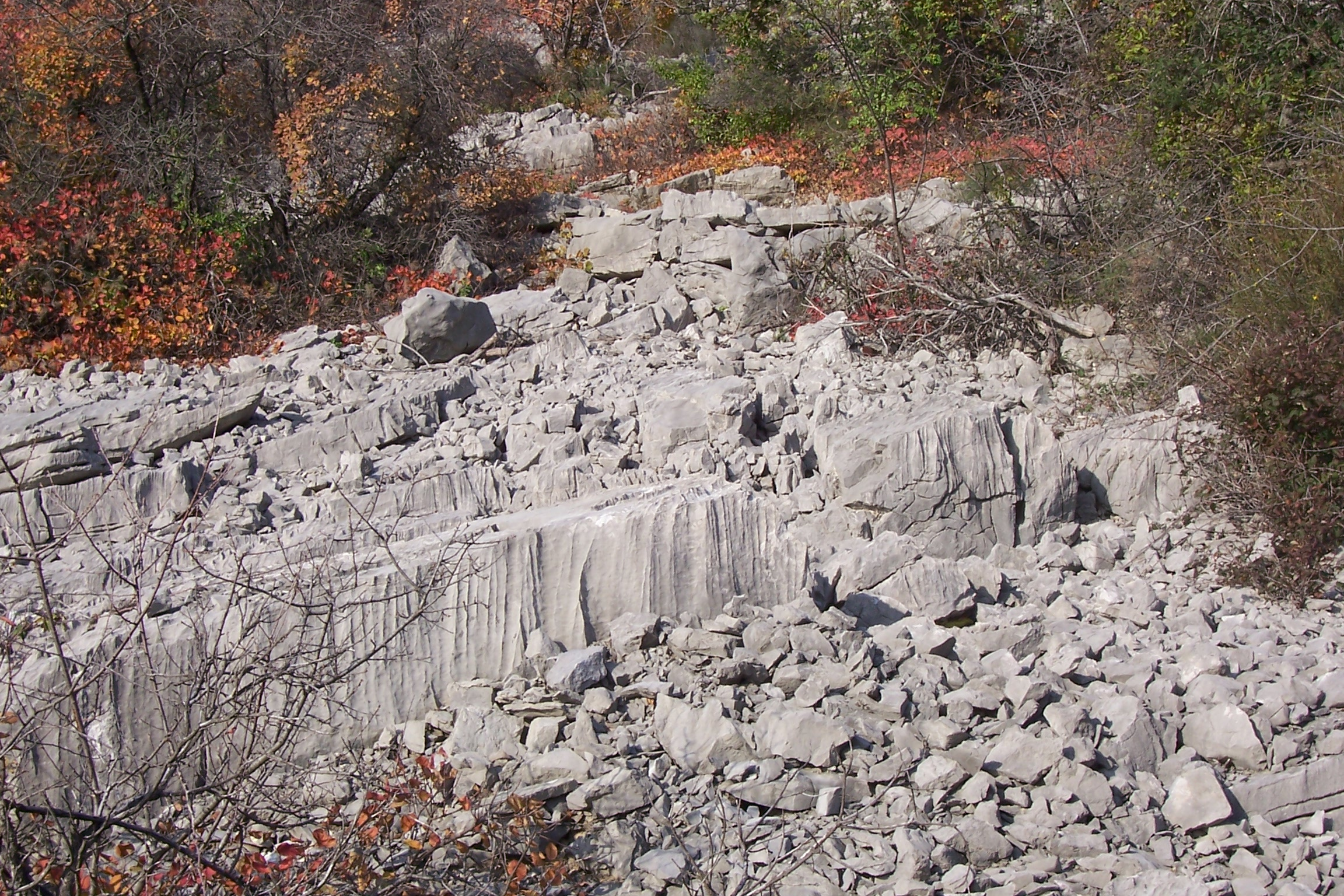
이탈리아령 크라스에 매장되어 있는 석회암

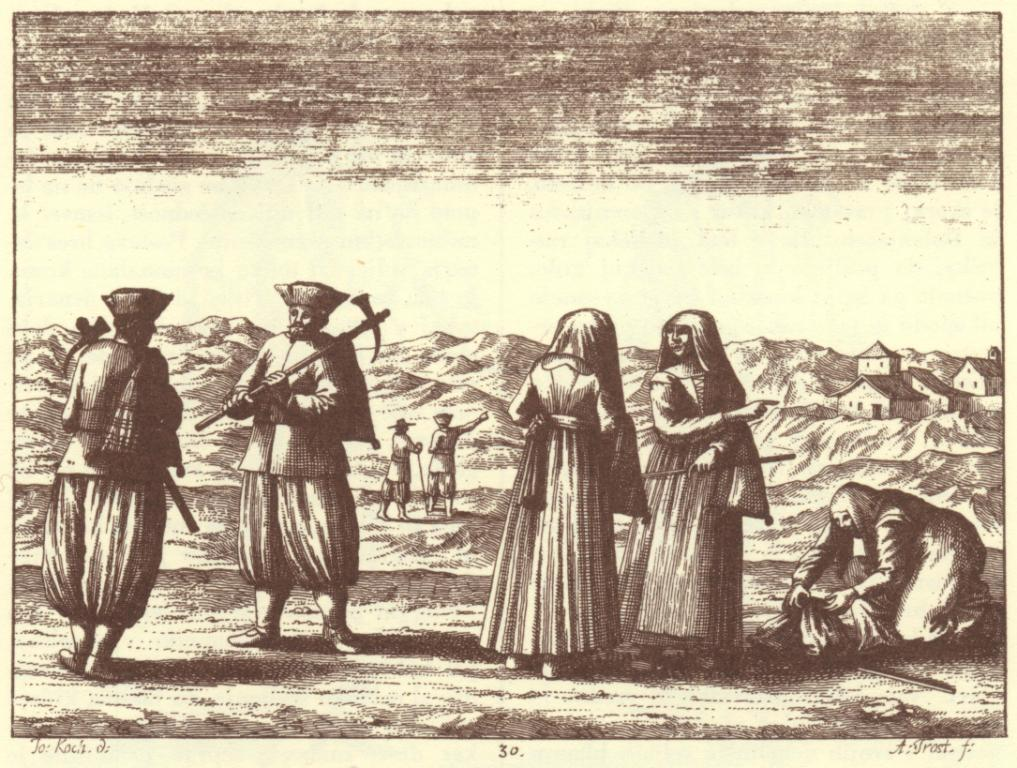
카르스트 지방의 농민들 (17세기 야네즈 바이카르드 발바소르(Janez Vajkard Valvasor)가 그린 삽화 《크라인 공국의 영광(The Glory of the Duchy of Carniola)》)

크라스(슬로베니아어: Kras, 이탈리아어: Carso 카르소[*], 독일어: Karst 카르스트[*])는 슬로베니아 남서부와 이탈리아 북동부에 분포하고 있는 고원 지대이다. 석회암이 널리 분포하고 있으며 카르스트 지형이라는 이름도 여기서 유래된 이름이다.

## 사진

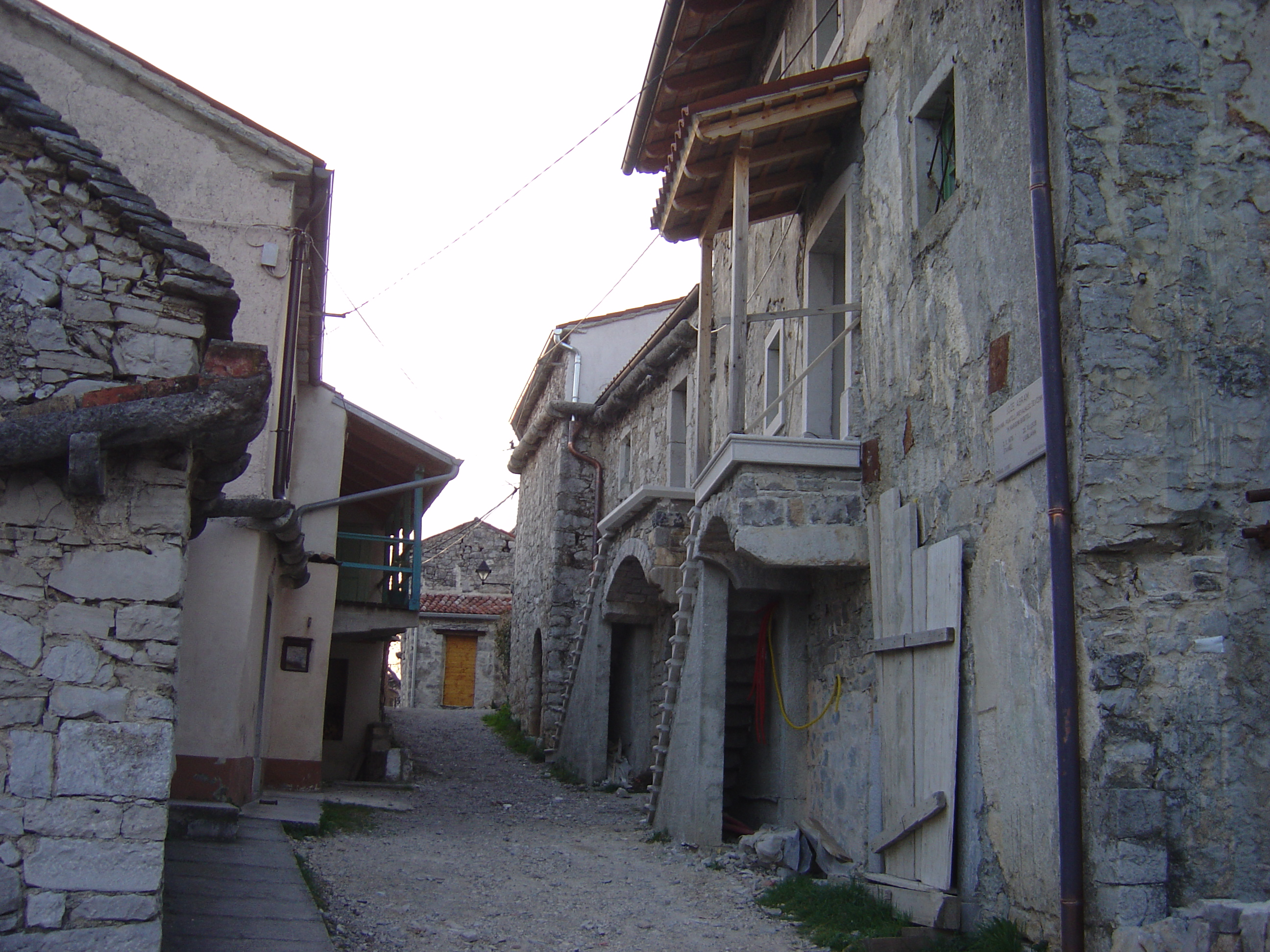
슬로베니아 슈타넬(Štanjel)에 있는 마을
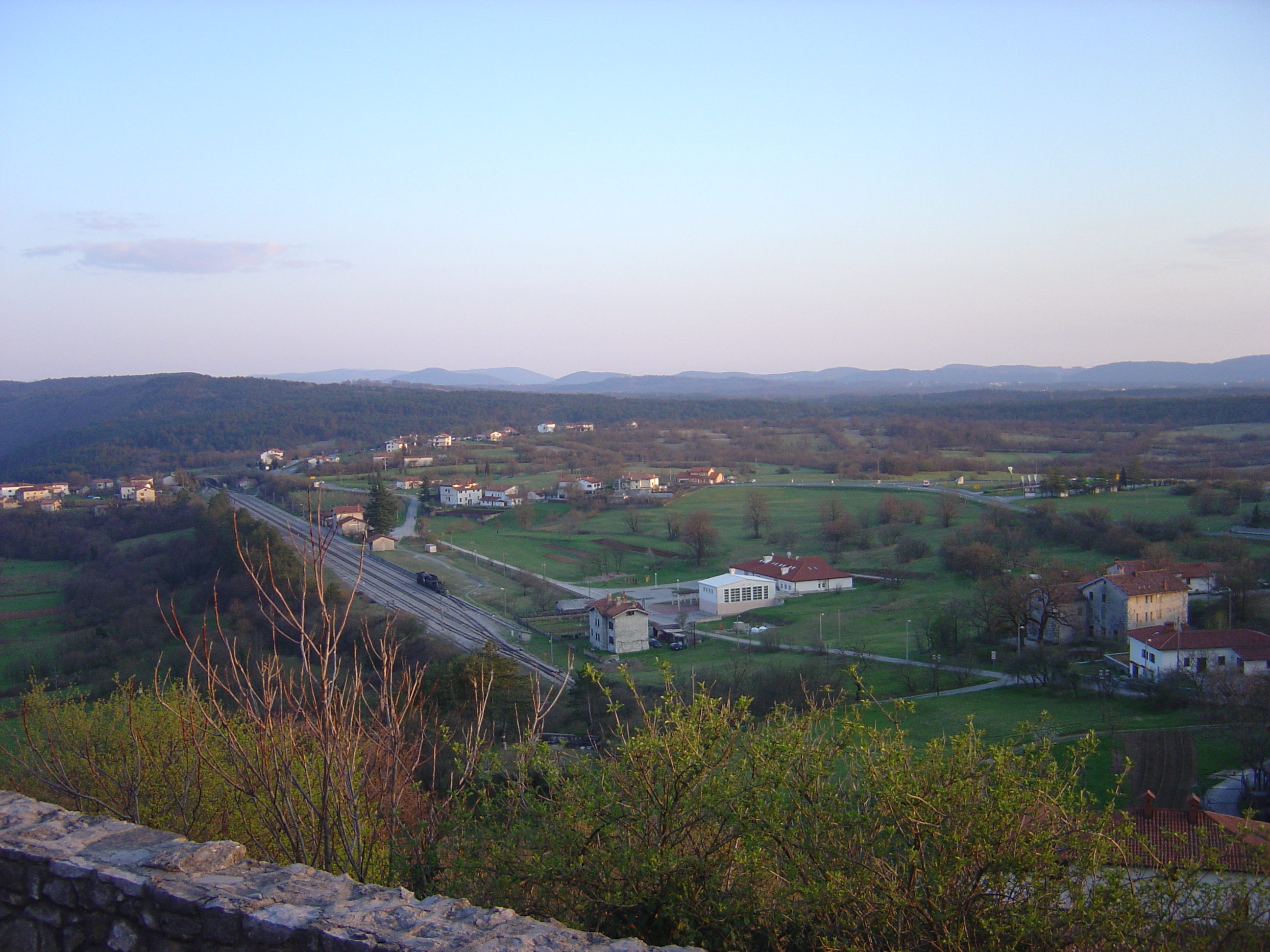
슈타넬에서 본 카르스트 지형
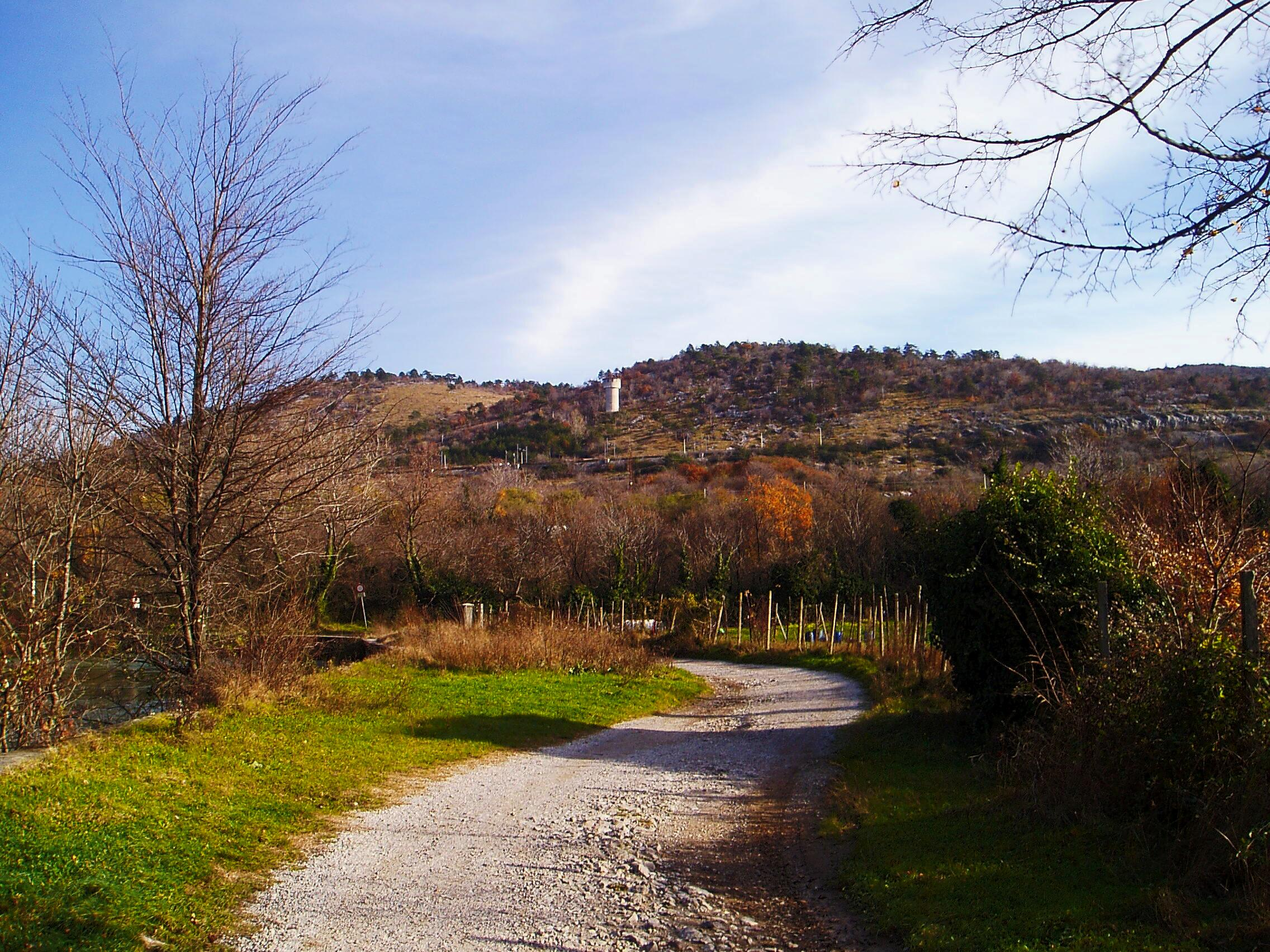
두이노의 경관
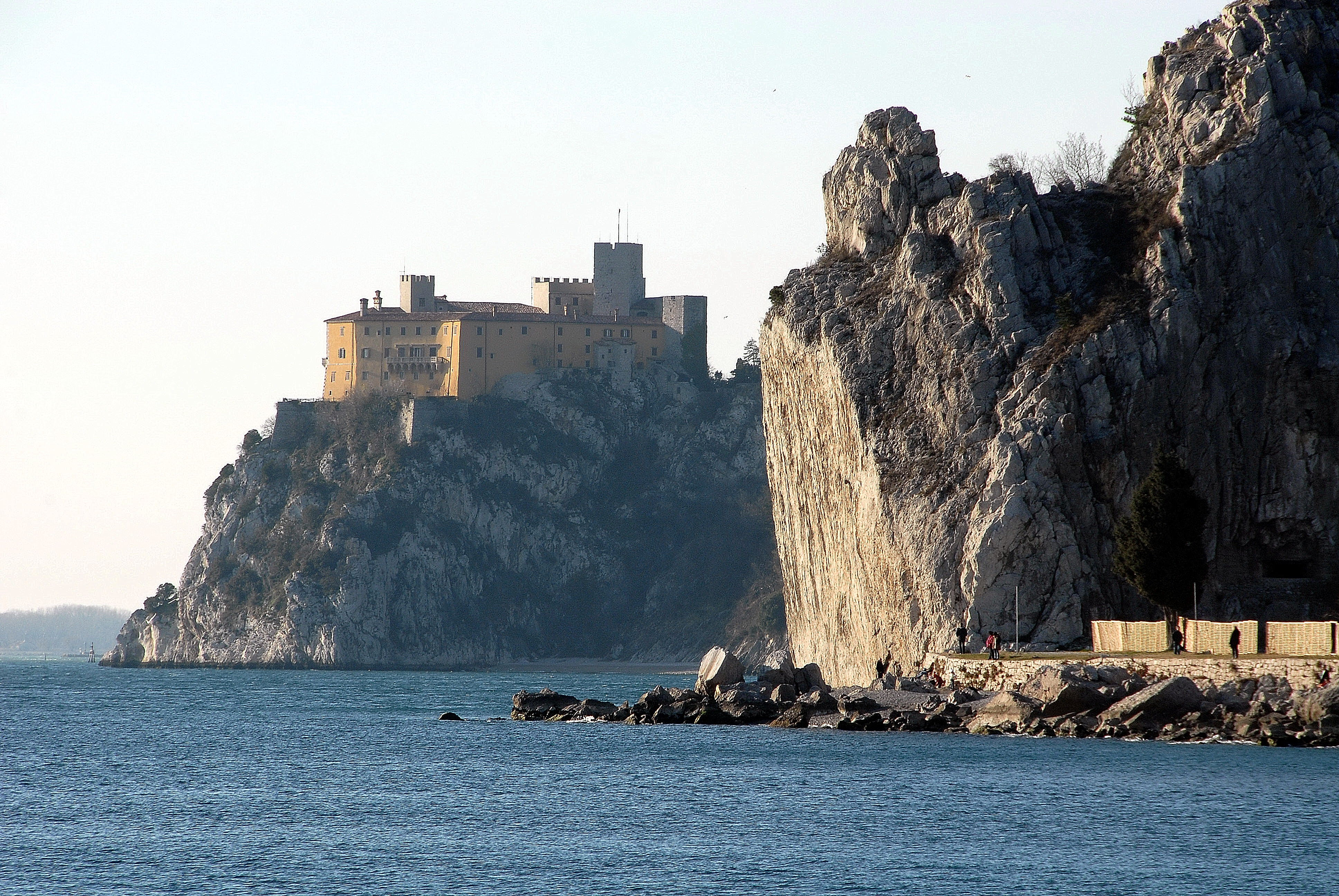
두이노에 있는 절벽
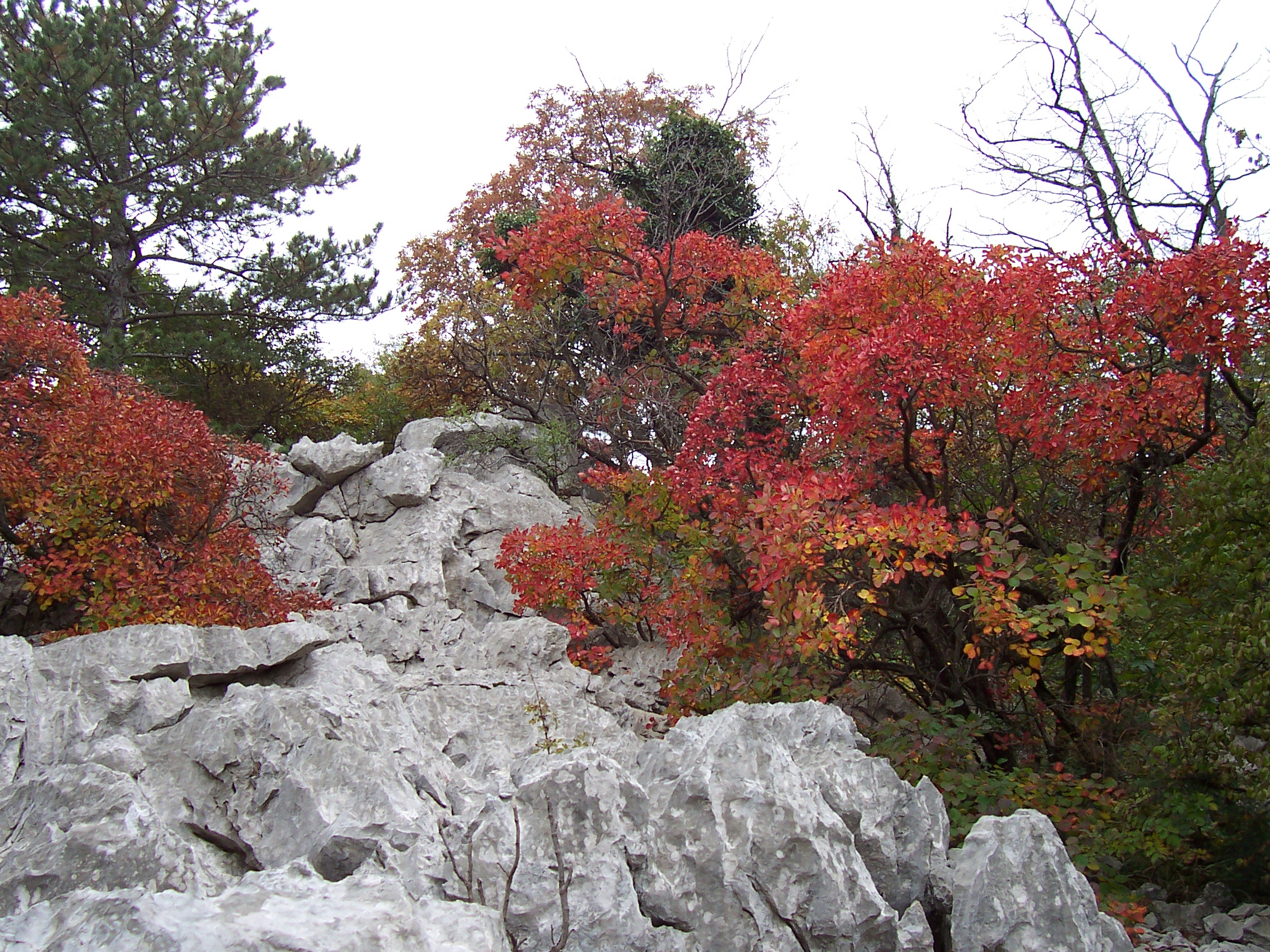
트리에스테현에 있는 카르스트
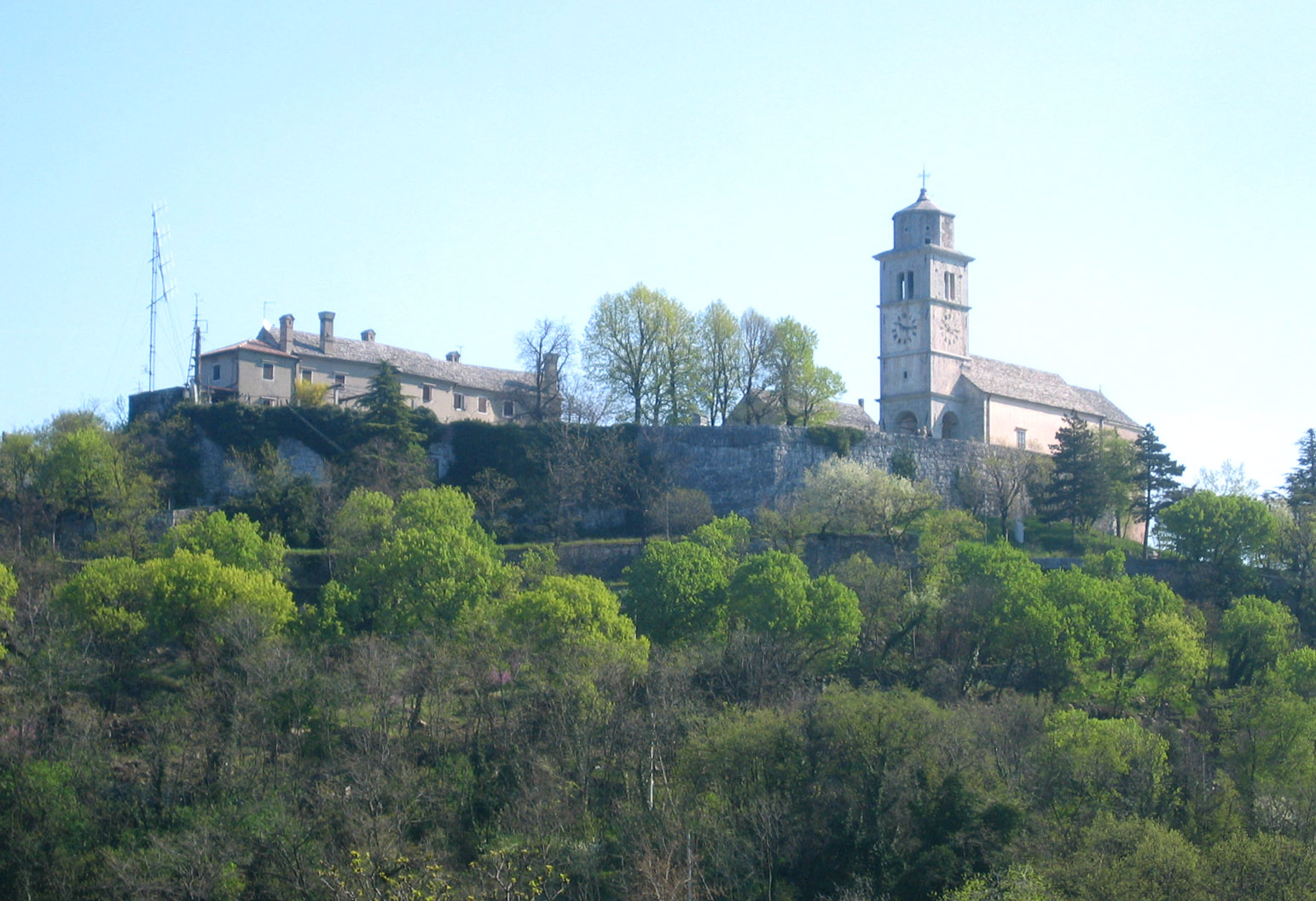
몬루피노에 있는 요새화된 교회
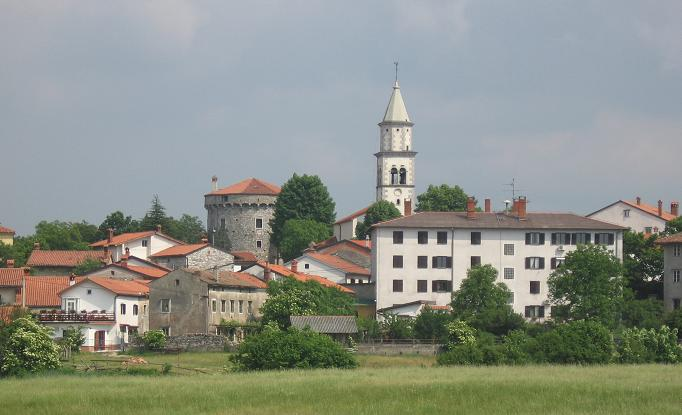
세자나 근교 로케브(Lokev)에 있는 마을
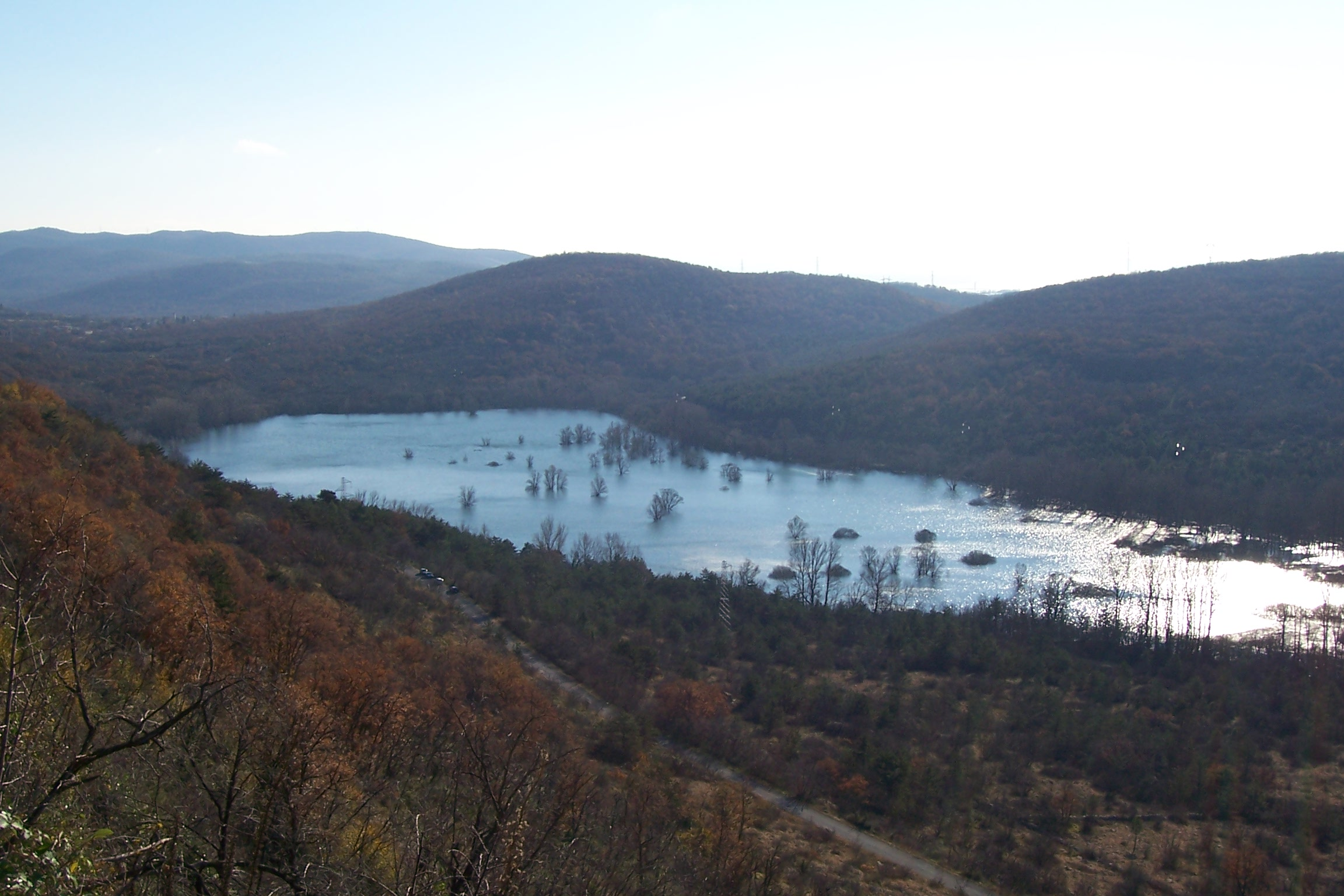
도브레도 호